# جوكر البرية (فلم)
جوكر البرية (بالإنجليزية: The Joker Is Wild) هو فيلم تم إنتاجه في الولايات المتحدة وصدر في سنة 1957.

## ترشيحات وجوائز
| السنة | الحدث  | الفئة      | النتيجة  |
| ----- | ------ | ---------- | -------- |
|       | أوسكار | أفضل أغنية | فـــــوز |

## الميزانية والإيرادات
حقق أرباحا تقدر بـ 3 ملايين دولار (A).

## روابط خارجية
- مقالات تستعمل روابط فنية بلا صلة مع ويكي بيانات